# Райос, Рубен
Рубен Райос Серна (родился 21 июня 1986 года в Эльче), более известный как Райо — испанский профессиональный футболист, который играет на позиции атакующего полузащитника.

## Футбольная карьера
Райо родился в Эльче (Валенсия). Он является воспитанником одноимённого клуба и до 25 лет играл только в Сегунде B, представляя поочерёдно «Вильяхойосу», «Барселону B», «Ориуэлу» и «Лериду».
Летом 2011 года Райо перешёл в клуб Суперлиги Греции, «Астерас Триполис», где уже было несколько его соотечественников. В своём первом сезоне он забил пять голов в чемпионате и три — в кубке.
В сезоне 2012/13 Райо улучшил свои показатели, забив девять голов и отдав 12 передач. В финальном матче кубка Греции против «Олимпиакоса» он открыл счёт, но в конечном итоге в дополнительное время его команда проиграла 1:3. В результате он был признан лучшим легионером сезона. Кроме того, в течение большей части своей карьеры в Греции он был капитаном «Астерас».
6 июня 2013 года Райо подписал контракт на три года с «Маккаби Хайфа». В своём первом сезоне он забил 11 голов в 27 матчах и помог своему новому клубу занять четвёртое место в израильской Премьер-лиге. Однако в марте 2014 года случился инцидент с игроком «Бней Иегуды», Рафи Дааном. В подкате Райо нанёс сопернику травму передней крестообразной связки, которая вывела его из строя на год — Райо получил прямую красную карточку за этот подкат, а Даан так и не смог восстановиться, и ему пришлось завершить карьеру.
8 июля 2015 года Райо перешёл во французский клуб «Сошо», подписав двухлетний контракт за неназванную сумму. Через год он перешёл в «Анортосис» из чемпионата Кипра.

## Достижения

### Командные
«Астерас Триполис»
- Кубок Греции (финалист): 2012/13

### Личные
- Лучший легионер чемпионата Греции: 2012/13